# Gennadius junctor
Gennadius junctor är en fjärilsart som beskrevs av Heinrich 1956. Gennadius junctor ingår som enda art i släktet Gennadius och familjen mott. Inga underarter finns listade i Catalogue of Life.